# T-7 Red Hawk
Boeing–Saab T-7 Red Hawk, спочатку відомий як Boeing T-X (пізніше Boeing–Saab T-X), — це американсько-шведський трансзвуковий удосконалений навчально-тренувальний реактивний літак, вироблений Boeing спільно з Saab. У вересні 2018 року ВПС США (USAF) вибрали його для програми T-X, щоб замінити Northrop T-38 Talon як передовий навчально-тренувальний реактивний літак.

## Історія проєкту

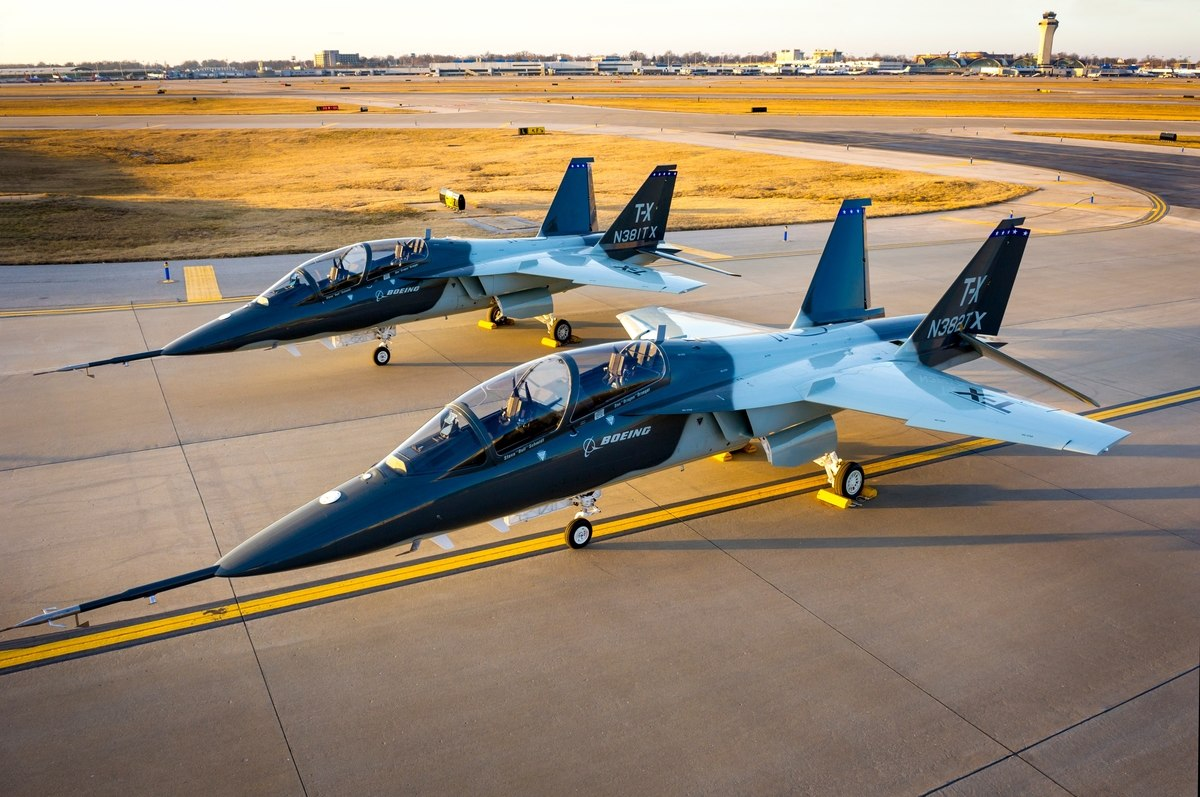
Прототипи Boeing-Saab T-7 у 2018 році

Командування авіаційної освіти та підготовки (AETC) ВПС США почало розробляти вимоги для заміни надзвукового Northrop T-38 Talon ще у 2003 році. Спочатку очікувалося, що новий тренажер надійде в озброєння приблизно в 2020 році. У 2008 році через поломку T-38C загинув його екіпаж з двох осіб, і ВПС США перенесли цільову дату початкової оперативної готовності (initial operational capability, IOC) до 2017. Скорочення бюджетів і більш пріоритетні проєкти модернізації посунули термін IOC переможця програми T-X до 2023 або 2024 фінансового року.
Boeing об'єднався зі шведською аерокосмічною компанією Saab, щоб конкурувати за програму T-7. 13 вересня 2016 року команда представила прототипи Boeing T-X, одномоторного удосконаленого реактивного навчально-тренувального літака з подвійним хвостовим оперенням, тандемними сидіннями та висувним трицикловим шасі, оснащеного турбовентиляторним двигуном General Electric F404 з допалюванням. Перший літак T-X здійснив політ 20 грудня 2016 року. Команда Boeing-Saab подала свою заявку після того, як ВПС відкрили тендер на програму T-7 у грудні 2016 року.
У вересні 2018 року офіційні особи ВПС оголосили, що розробка компанії Boeing стане новим передовим реактивним навчально-тренажерним літаком за програмою вартістю до 9,2 мільярда доларів США (приблизно 11 мільярдів доларів у 2023 році), яка передбачає придбання 351 літака, 46 тренажерів, навчання технічного обслуговування та підтримку. Загалом цей контракт передбачає до 475 літаків.